# Enterognathus lateripes
Enterognathus lateripes — вид щелепоногих ракоподібних ряду Cyclopoida. Зустрічається у Червоному морі на глибині до 50 м. Паразитує на морських ліліях (вид Decametra chadwicki, Heterometra savignii, Oligometra serripinna).